# Язівки
Язівки (біл. вёска Язоўкі) — село в складі Червенського району Мінської області, Білорусь. Село підпорядковане Лядівській сільській раді, розташоване в центральній частині області.